# Kurt Georg Kiesinger
Kurt Georg Kiesinger (Ebingen, Imperio alemán, 6 de abril de 1904-Tubinga, Alemania Occidental, 9 de marzo de 1988) fue un político conservador alemán, canciller de la República Federal de Alemania entre 1966 y 1969 dentro del marco de la llamada primera «Gran Coalición».

## Biografía
Nació en la ciudad de Ebingen, situada entonces en el antiguo Reino de Wurtemberg dentro del Imperio alemán. Durante su juventud, solo unas semanas después de que Hitler y los nazis se hicieran con el poder, se afilió al Partido Nacionalsocialista Obrero Alemán (NSDAP). En 1940 fue llamado a filas,[cita requerida] pero evitó ir a la guerra al encontrar trabajo en el Departamento de Radiodifusión del Ministerio de Asuntos Exteriores bajo Joachim von Ribbentrop. Tras el final de la contienda, entre 1945 y 1946, estuvo internado en un campo de prisioneros durante dieciocho meses, hasta que fue liberado por las autoridades aliadas.

### Vida política
En 1948 se afilió a la Unión Demócrata Cristiana (CDU). El 1 de diciembre de 1966 se convirtió en canciller federal con apoyo del Partido Socialdemócrata (SPD) de Willy Brandt, constituyendo el llamado gabinete de la «Gran Coalición» (Große Koalition). Su Gobierno, sin embargo, se vio fuertemente contestado por la juventud y los estudiantes alemanes, agrupados en lo que se denominó como «Oposición Extraparlamentaria» (Außerparlamentarische Opposition o APO). Las protestas también se extendían contra la sociedad de la Alemania occidental y la presencia del Ejército estadounidense sobre suelo alemán, tolerada por Kiesinger. Su antigua militancia en el Partido Nazi también se le volvió en contra. La tramitación gubernamental para aprobar una «Ley de Emergencia», que a muchos les recordó a la Ley habilitante de 1933, provocó numerosas protestas y manifestaciones de la APO.
Un serio incidente ocurrió el 7 de noviembre de 1968, cuando la activista Beate Klarsfeld lo abofeteó públicamente en el transcurso de una Convención de la CDU, gritándole: «Kiesinger! Nazi! Abtreten! (¡Kiesinger! ¡Nazi! ¡Renuncia!)». A pesar del incidente, el canciller no respondió a Klarsfeld y, hasta el día de su fallecimiento, se negó a comentar cualquier detalle sobre el incidente. Klarsfeld fue condenada a prisión, aunque no entró en la cárcel, dada su ciudadanía francesa.
No obstante, su gobierno, y a iniciativa de los socialdemócratas, empezó a dejar de aplicarse la Doctrina Hallstein en las relaciones exteriores de la Alemania Occidental, volviendo a establecer relaciones diplomáticas con Yugoslavia y la República Socialista de Rumania.

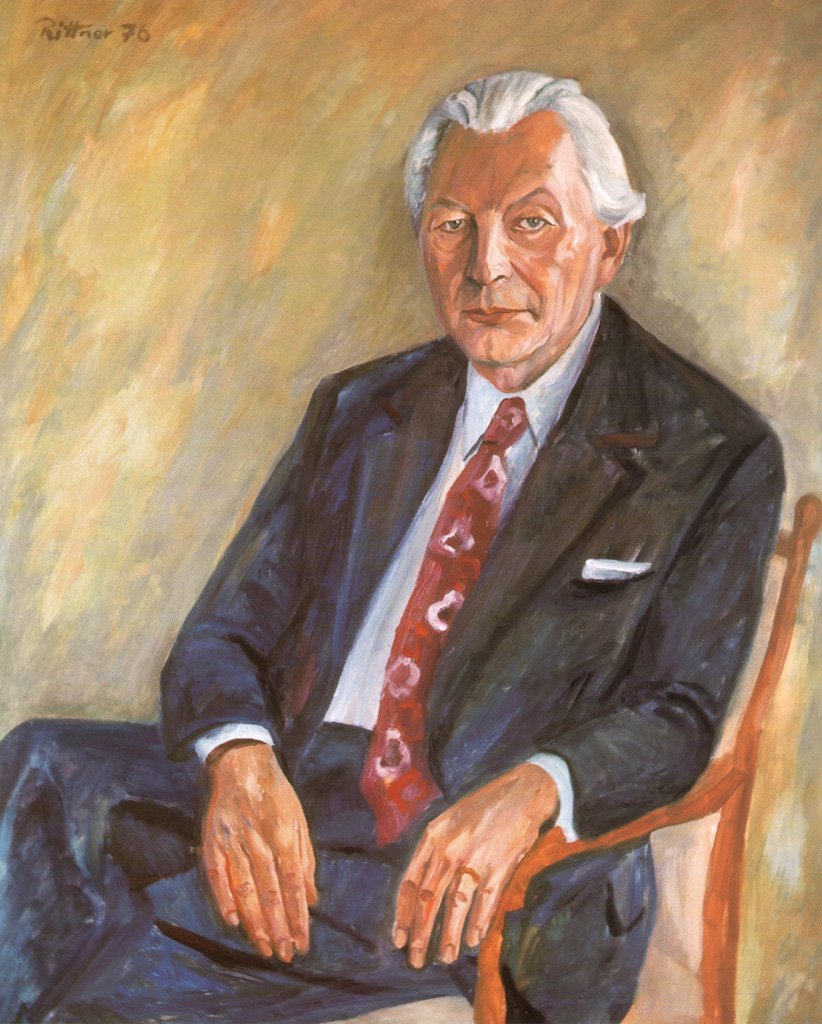
Retrato de Kiesinger en 1976.

Tras las elecciones federales de 1969, el SPD abandonó a Kiesinger y formó Gobierno con el Partido Democrático Liberal (FDP). El 20 de octubre de 1969 Kiesinger fue sucedido como jefe de Gobierno por el socialdemócrata Willy Brandt, que hasta entonces había sido vicepresidente de su gabinete. En 1972, el todavía relevante Kiesinger apoyó a Rainer Barzel como candidato a la cancillería federal para desbancar a Brandt mediante una maniobra parlamentaria; finalmente, el intento fracasó, y Brandt se mantuvo en el Gobierno hasta 1974.
Kiesinger falleció el 9 de marzo de 1988 en Tubinga, a los 83 años de edad.

## Familia
Estuvo casado con Marie-Luise Schneider (1908-1990), con la que contrajo matrimonio en Berlín el 24 de diciembre de 1932. El matrimonio tuvo dos hijos.